# Hermonassa oliva
Hermonassa oliva är en fjärilsart som beskrevs av W. Warren 1912. Hermonassa oliva ingår i släktet Hermonassa och familjen nattflyn. Inga underarter finns listade i Catalogue of Life.